# 다이시정 (가나가와현)
다이시정(일본어: 大師町)은 1923년 1월 1일부터 1924년 7월 1일까지 존재했던 일본 가나가와현 다치바나군의 정이다.

## 지리
현재의 가와사키시 가와사키구 동부에 해당한다.

## 역사
- 1889년 4월 1일 - 정촌제 시행으로 다이시가와라촌(大師河原村) 설립.
- 1912년 4월 1일  - 도쿄부와 가나가와현의 경계를 조정해 도쿄부 에바라군 하네다정의 일부를 편입.
- 1923년 1월 1일 - 다이시가와라촌이 정으로 되면서 다이시정(大師町)이 됨.
- 1924년 7월 1일 - 가와사키정, 미유키정과 합병해서 가와사키시 신설. 다이시정 폐지.
- 1972년 4월 1일 - 가와사키시가 정령지정도시로 지정되면서, 구 정역이 가와사키구가 됨.

## 교통

### 철도
- 철도성 (→ JR동일본)
  - 도카이도 본선
- 게이힌 전기철도 (현 게이힌 급행 전철
  - 다이시선

## 참고 문헌
- 角川日本地名大辞典編纂委員会,『角川日本地名大辞典 神奈川県』1984, 角川書店
- 高橋嘉彦 (2000). 《ふるさと川崎の自然と歴史(中)》. 多摩川新聞社. ISBN 4-924882-41-0. 다음 글자 무시됨: ‘和書’ (도움말)
- 高橋嘉彦 (2000). 《ふるさと川崎の自然と歴史(下)》. 다음 글자 무시됨: ‘和書’ (도움말)